# Reuzensalangaan
De reuzensalangaan (Hydrochous gigas) werd in 1901 geldig beschreven als soort uit het geslacht  Collocalia (salanganen). Het is een schaars voorkomende vogel uit de familie gierzwaluwen (Apodidae).

## Kenmerken
Deze gierzwaluw lijkt uiterlijk op de salanganen. Hij is ca. 16 cm en de grootste uit deze groep van kleine gierzwaluwsoorten en heet daarom gigas (Latijn voor reus).

## Leefwijze
Een van de Engelse namen van deze gierzwaluw is waterfall swift, omdat de vogel de gewoonte heeft nesten van speeksel en mos te maken achter watervallen in de bergen. De soort wordt meestal gezien in dichte groepen van 20 tot 50 exemplaren.

## Verspreiding en leefgebied
Deze soort komt voor in berggebieden van het schiereiland Malakka op de Grote Soenda-eilanden maar vooral op Java en Sumatra. Uit Borneo zijn alleen waarnemingen uit het noordwestelijk deel.

## Status
Deze gierzwaluw is sterk gebonden aan ongerept tropisch bos en de aanwezigheid van watervallen; daarom gaat deze vogel waarschijnlijk snel in aantal achteruit. Er is weinig bekend over de populatiegrootte. De vogel staat op de internationale Rode Lijst van de IUCN als gevoelig.